# Nationaal Museum van Brazilië
Het Nationaal Museum van Brazilië (Portugees: Museu Nacional) is een natuur- en cultuurhistorisch museum in de Braziliaanse stad Rio de Janeiro. Het museum is in 1818 opgericht en daarmee het oudste wetenschappelijke instituut van het land. Tot een grote uitslaande brand in 2018 waarbij een groot gedeelte van de collectie verloren ging, was het museum gehuisvest in het Paleis van São Cristóvão.

## Geschiedenis

### Oprichting
Het museum werd onder de naam Museu Real ('Koninklijk Museum') in 1818 opgericht per koninklijk decreet door de Portugese koning Johan VI toen hij in Rio de Janeiro verbleef met zijn familie en was gehuisvest in een gebouw in een ander deel van de stad. Nadat Brazilië in 1822 de onafhankelijkheid uitriep kreeg het museum de naam Museu Imperial ('Keizerlijk Museum').
Bij het uitroepen van de republiek in 1889 kreeg het museum zijn huidige naam en werd de collectie ondergebracht in het voormalig keizerlijk paleis van São Cristóvão. Achtenveertig jaar later werd het museum organisatorisch ondergebracht bij de Federale Universiteit van Rio de Janeiro.

### Brand
Wikinieuws

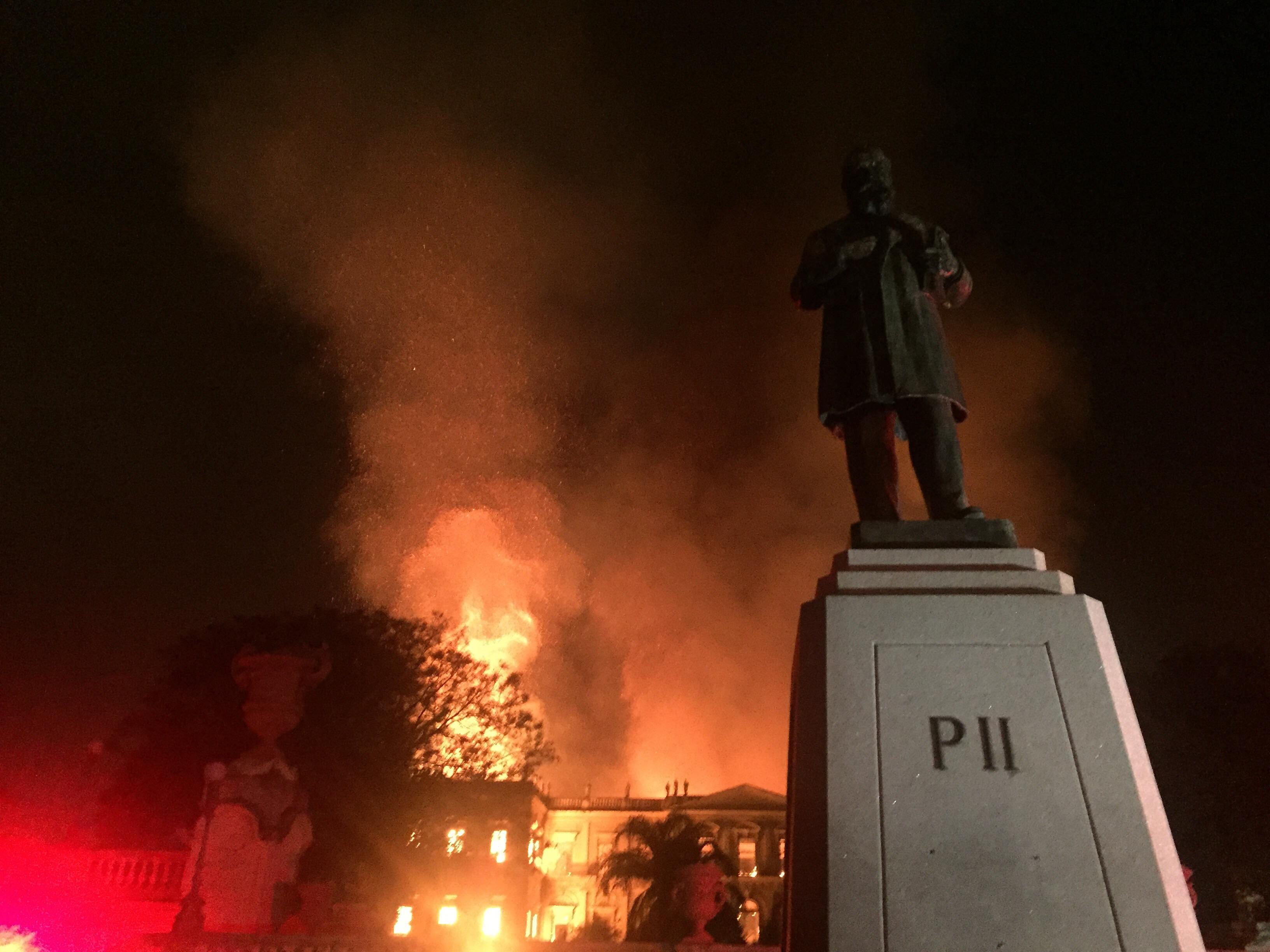
Uitslaande brand in 2018

Bij een grote brand in de avond en nacht van 2 september 2018 raakte het museumgebouw ernstig beschadigd en ging de collectie van het museum voor een groot deel (naar schatting 90%) verloren. Voor de brand uitbrak, kampte het Nationaal Museum van Brazilië met financiële problemen, waardoor het museumgebouw te maken had met achterstallig onderhoud. Tijdens de brand redden museummedewerkers en brandweerlieden wat er te redden viel van de collectie. Enkele dagen na de brand maakte president Michel Temer een bedrag van R$ 10 miljoen vrij (ongeveer 2 miljoen 372 duizend euro) om het museum te herbouwen.

### Heropening
De eerste tentoonstelling na de brand vond plaats op 17 januari 2019 in het gebouw Casa da Moeda. In de tentoonstelling waren o.a. fossielen van zeedieren en vondsten van Antarctica te zien. Op 2 september 2022 werd de façade van het paleis en de tuin heropend. Aan de restauratie van het interieur wordt gewerkt.

## Collectie
De collectie van het museum bestond tot de brand in 2018 uit twintig miljoen stukken en omvatte onder meer natuurhistorische en etnografische objecten alsmede archeologische vondsten. Skeletten van Zuid-Amerikaanse dinosauriërs behoorden tot de collectie. Evenals de meteoriet Bendegó en de schedel van Luzia, bekend als het oudste menselijke fossiel in Zuid-Amerika. Deze beide topstukken van het museum overleefden de brand . Tot de museumcollectie behoorden tevens mineralen, munten en meubelstukken van de voormalige Braziliaanse keizerlijke familie. En een omvangrijke verzameling Egyptische, Griekse en Romeinse oudheden, bijeengebracht door keizer Pedro I en zijn zoon Pedro II.

## Galerij
- Afbeeldingen van voor de brand

"Afbeeldingen
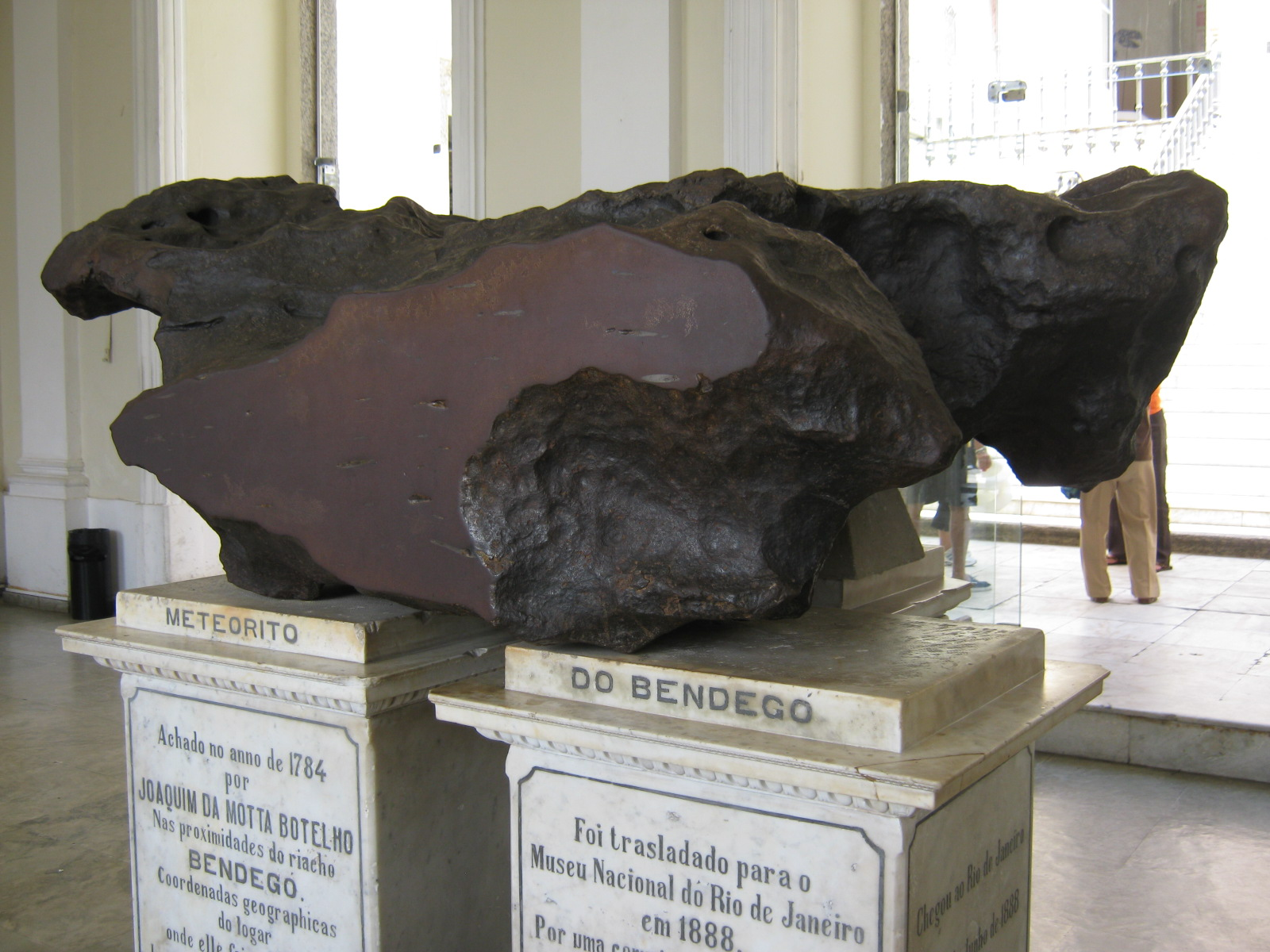
Meteoriet Bendegó
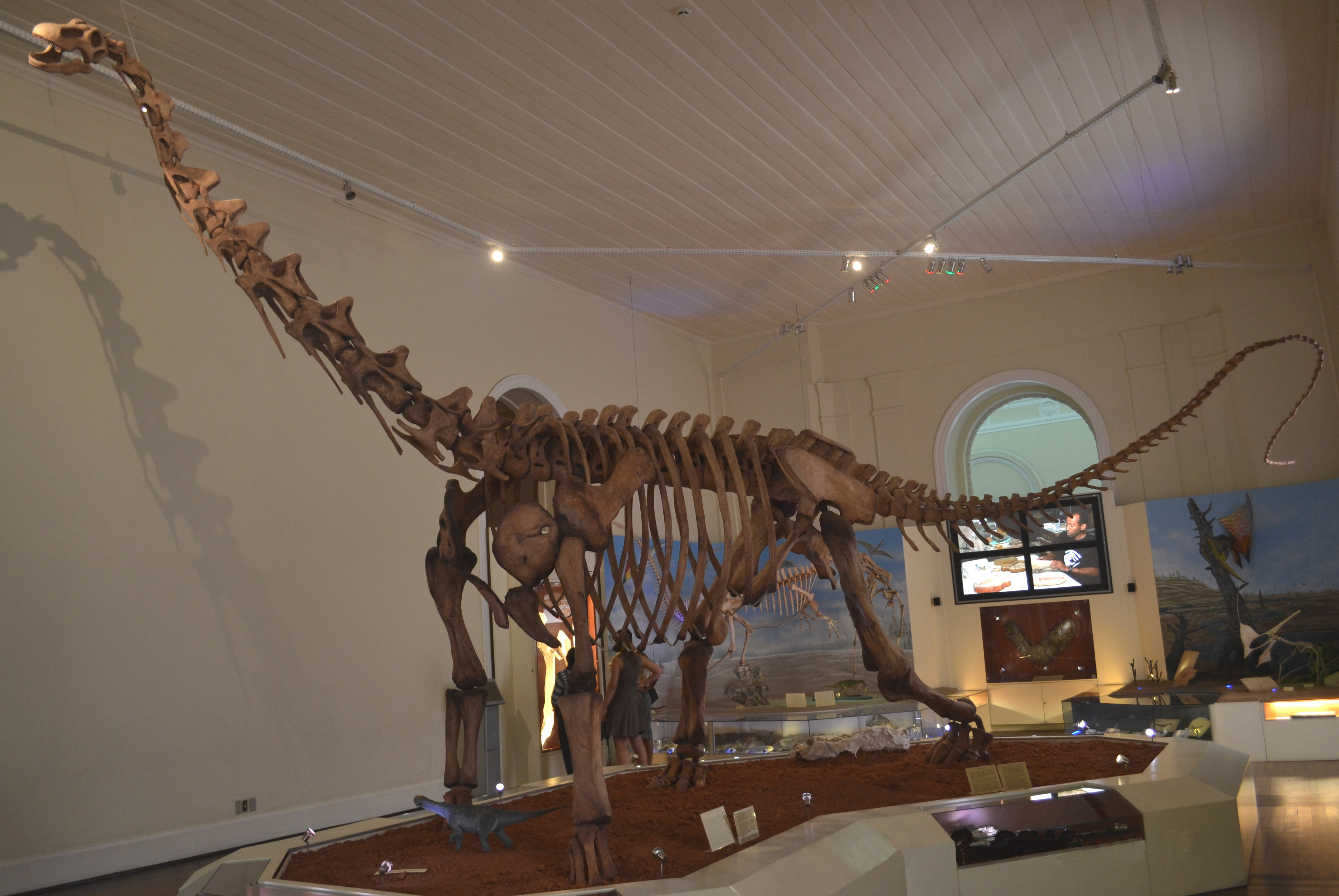
Kopie van Maxakalisaurus Topai
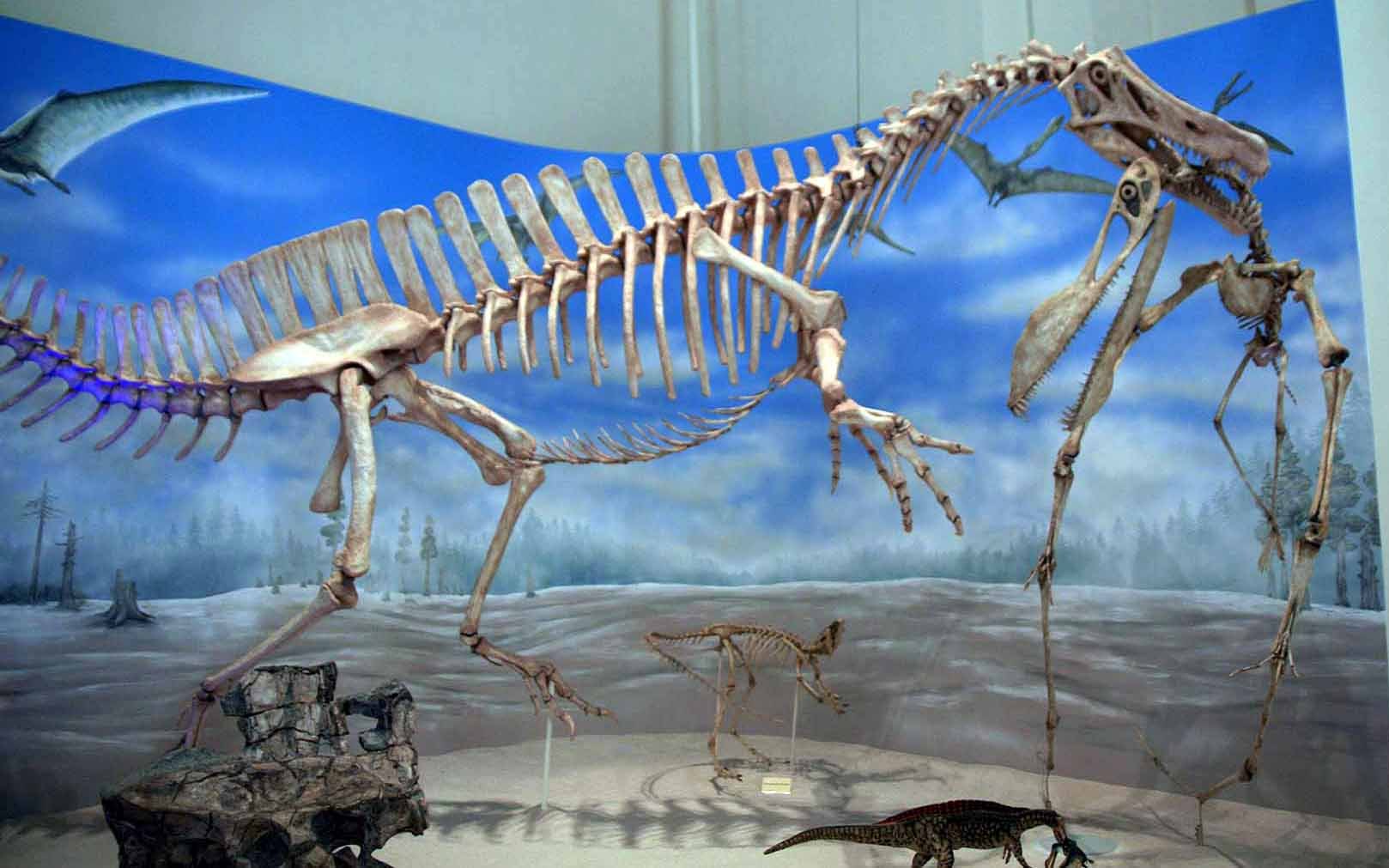
Irritator challengeri
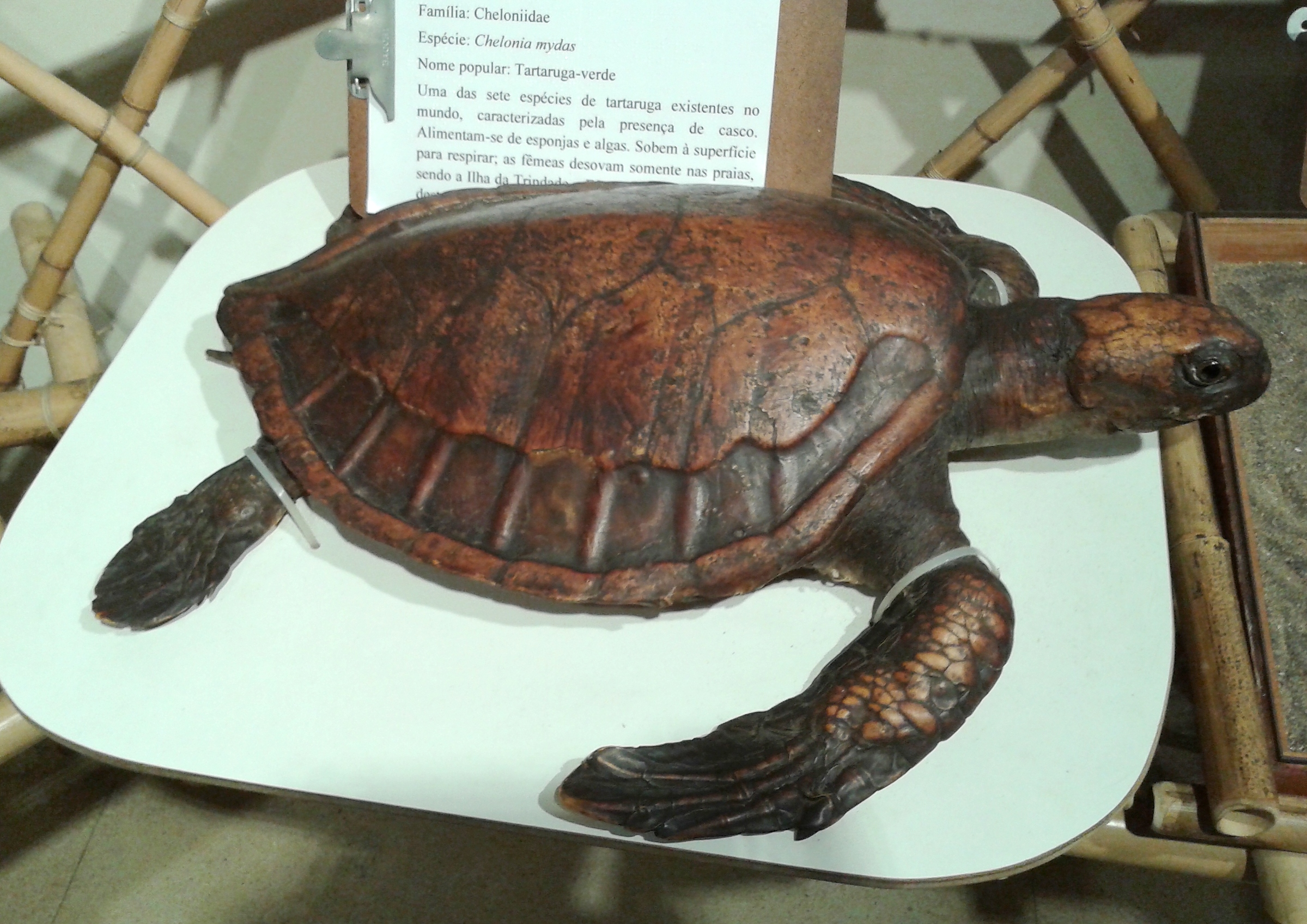
Groene zeeschildpad
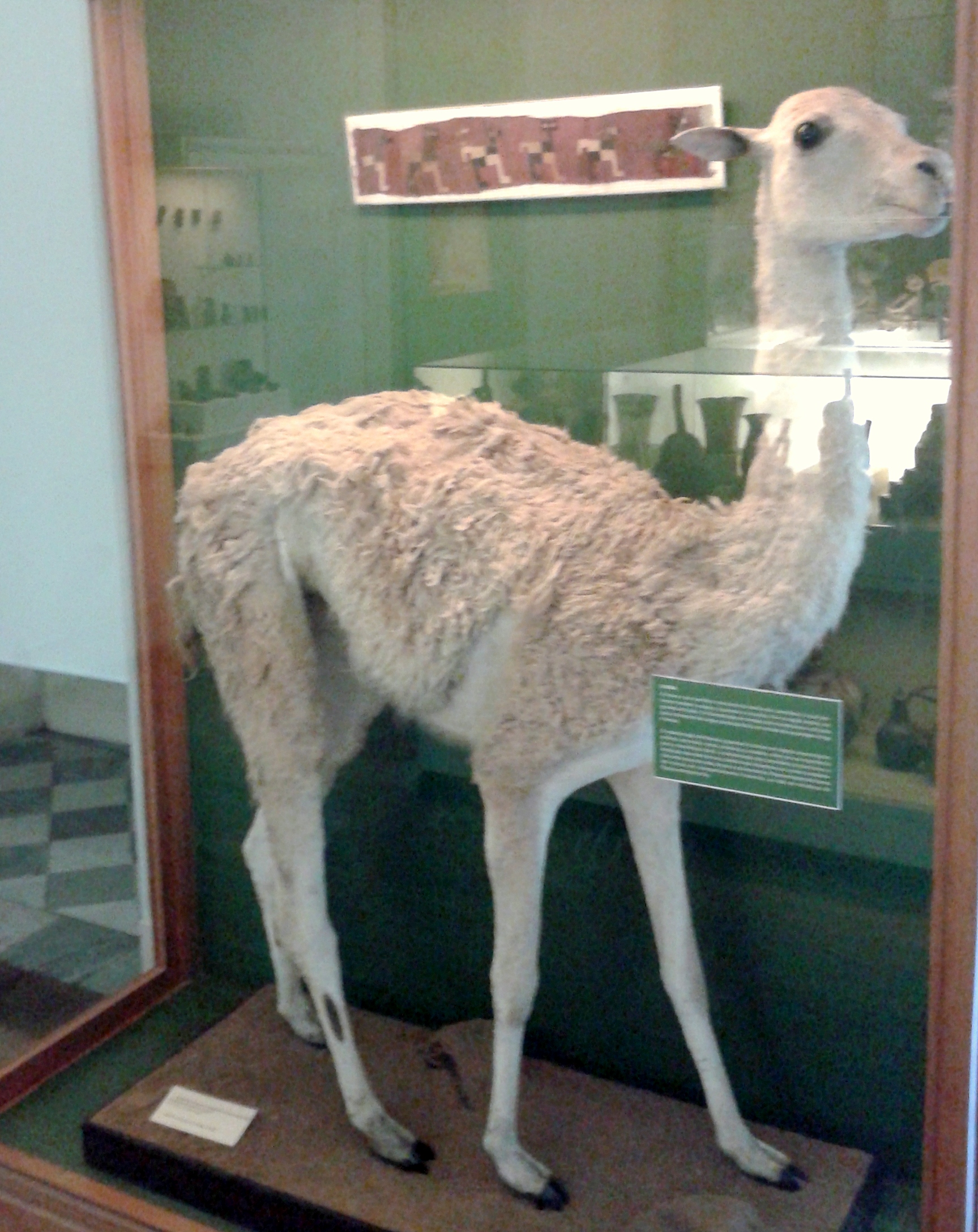
Lama